# فصة قصيرة الثمار
الفصة قصيرة الثمار (باللاتينية: Medicago brachycarpa) نوع نباتي يتبع جنس الفصة من الفصيلة البقولية.

## الموئل والانتشار
موطنها بلاد الشام وتركيا وجنوب القوقاز.

## مرادفات للاسم العلمي
- (باللاتينية: Melilotoides brachycarpa (Fisch.) Soják)
- (باللاتينية: Melissitus brachycarpus (Fisch.) Latsch.)
- (باللاتينية: Pocockia glomerata Boiss.)